# دام (فیلم ۱۹۹۷)
دام (لهستانی: Pułapka) یک فیلم کمدی لهستانی به کارگردانی آدک درابینسکی است که در سال ۱۹۹۷ منتشر شد. این فیلم در بیستمین دورهٔ جشنواره بین‌المللی فیلم مسکو به نمایش درآمد.

## گزیدهٔ بازیگران
- مارک کُندرات
- یوآنا بندا
- بوگوسواف لیندا
- لئون نیمچیک
- دوروتا پومیکاوا
- زبیگنیف زاماخوفسکی
- یژی بونچاک
- پیوتر فرونچوسکی
- آندژی ژیلینسکی
- سزاری ژاک
- اِوا شیکولسکا
- ماوگوژاتا پوتوتسکا
- اوا ساواتسکا
- گژگوش وُنس
- کاتاژینا بارگیه‌وُوسکا
- ماگدالنا کوتا
- پاوئو نوویش
- گژگوش میتسوگوف
- آنیتا لیپنیتسکا